# Phaxay
Phaxay là một huyện (muang, mường) thuộc tỉnh Xiengkhuang ở tây bắc Lào .